# 모르웬
모르웬(영어: Morwen)《실마릴리온》의 등장인물이다. 후린 살리온의 아내다. 남편이 모르고스의 저주에 속박되면서 같이 불행한 운명을 가지게 된다.

## 개요
그녀는 베오르 가문의 사람으로 하도르 가문의 사람 후린과 혼인하였다. 이후 투린 투람바르, 랄라이스, 니에노르(니니엘) 세 자식을 낳았다. 이중에 랄라이스는 병에 걸려 어릴 때 죽게 된다.
모르웬과 후린은 태양의 제 1시대를 살아가는 벨레리안드 사람이었기에, 실마릴을 두고 모르고스와 전쟁을 하는 요정과 함께 싸워야 했다. 그런 이유에서 대전쟁 니르나에스 아르노에디아드에 참전하는 후린은 모르웬과 자식들을 두고 떠나게 되었다. 전쟁은 모르고스의 승리로 끝이 나고 요정과 인간은 큰 피해를 입고 말았으며, 무엇보다 후린이 생포되어 모르고스에게 끌려가게 된다.
니르나에스에서 승리한 모르고스는 군대를 보내어 히슬룸을 침공하여 정복하게 되었고 모르웬은 이런 상황에서 요정에게서 정보를 받아 살아가고 있었다. 임신 상태였던 그녀는 최선의 선택은 자식 투린을 안전한 도리아스로 보내 살게 하는 것이었다. 도리아스의 대왕 싱골은 베렌의 행동으로 인간에 대한 감정이 많이 누그러진 상태로 투린을 자신의 양자로 삼게 된다. 모르웬은 자식 니에노르와 같이 좀 더 나중에 히슬룸에서 빠져나와 도리아스로 들어갔으나, 그때는 이미 투린이 그곳을 떠났고 나르고스론드의 왕 오로드레스의 신임을 받고 지낸다는 소식을 듣게 되어 다시금 나르고스론드로 향하는 여정을 떠난다.
그러나, 모르고스의 용 글라우룽에 의해 모녀는 서로 헤어졌고 니에노르는 용과 대면하여 기억을 잃고 오크들에게 놀라 도망가는 고생을 겪는다. 이후 모르웬은 투린과 니에노르를 만날 수 없었고 결국 자식 둘의 무덤에서 기적처럼 다시 나타난 남편 후린이 보는 가운데 죽음을 맞이한다.